# Georg Weise (Künstler)
Georg Weise (* 8. Januar 1973 in Berlin) ist ein deutscher Maler und Bildhauer. Er wurde vor allem durch Motive bekannt, die meist in seinen eigenen Kindheits- und Jugenderinnerungen verankert sind.

## Leben
Georg Weise wurde 1973 in Berlin geboren und ist in Mecklenburg aufgewachsen. In den 90er Jahren hat er begonnen sich in Berlin als Künstler zu etablieren und von 1998 bis 2003 sein Studium der Malerei an der Kunsthochschule Berlin-Weißensee bei Wolfgang Peuker und Werner Liebmann absolviert. Abgesehen von ausgedehnten Studienreisen nach Mexiko und Südostasien, lebt und arbeitet er seit 1991 in Berlin-Friedrichshain.

## Werk
Der Berliner Künstler Georg Weise hat seit 1989 ein einzigartiges Œuvre von Bildern, Zeichnungen und Skulpturen geschaffen und weltweit mehr als 80 mal ausgestellt. Er vermittelte dem Betrachter seine eigene Welt zwischen Einsamkeit und Verlust, Sehnsucht und bedingungsloser Romantik.
Schon ganz am Anfang seiner Karriere hat Georg Weise sein Sujet gefunden: die frühen Selbstporträts sind nur der Beginn einer Reihe von sensiblen Porträts von Jungen und jungen Männern, die ihre Seele vor dem Hintergrund mystischer Landschaften offenbaren, Umgebungen, die über die Jahre immer abstrakter werden. Oft inspiriert von den mecklenburgischen Landschaften seiner Kindheit, gelingt es dem Künstler auf immer subtilere Weise, die innere Seelenlandschaft der Jungen mit dem magischen Zauber seiner imaginären Außenwelten zu verschmelzen. Georg Weise hat eine eigene Ästhetik kreiert, in dem er seine Techniken immer weiter perfektioniert hat, bis sie genau den Moment kristallisieren, wo seine Vision von Schönheit mit der des Betrachters eins wird.
„Kunst sollte Geheimnisse mehren. Es gab eine Zeit, in der ich die Erscheinungen der Welt als verzaubert wahrnahm. Das waren wohl die Momente, in denen ich etwas zum ersten Mal empfand. Mit Kunst kann ich etwas zum ersten Mal empfinden lassen und andere mit meinen Augen sehen machen. Um diesen Zauber geht es.“ (Georg Weise).
Die Werke von Georg Weise sind auf den ersten Blick stark von der Romantik beeinflusst, aber auch von der unvollkommenen Welt, die den Künstler wie den Betrachter umgibt.
„Georg Weises Werke sind bedingungslos romantisch. Sie nehmen immer Bezug auf die Romantik, mal direkt, mal indirekt, aber es ist nie ein verklärtes Spiel mit Zitaten. Sie nehmen die Romantik ernst, sehr ernst. Die Sehnsucht ist präsent, der Verlust spürbar. Auf schmerzliche Weise spürbar. Aber anders als in der Romantik gibt es kein Hoffen auf eine Erlösung von außen.“ (Boris Nitzsche)
Georg Weise liegt es nicht daran, vollkommene, paradiesische Welten zu kreieren, sondern er zeigt auch die andere, die dunkle Seite, die von den oft brutalen Spuren der Realität gezeichnet ist, mit großer Sensibilität. Auf der Suche nach einer unerreichbaren Harmonie zwischen dem Unvereinbaren, der verletzlichen Anmut seiner Knabenportraits und den oft bedrohlichen Außenwelten, entwickelt Georg Weise sein ästhetisches Programm:
„Dieses wird durch Entschleunigung und Konzentration bestimmt, welche sich mit der Anmut wie der fragilen Schönheit seiner Figuren und Gründe paaren und den Betrachter zum Dialog mit der eigenen Befindlichkeit und Stellung in und zu der Welt immer wieder von neuem herauszufordern verstehen.“ (Brigitte Rieger-Jähner).
Georg Weises Ästhetik vollendet sich in der Imagination des Betrachters – hier liegt das Geheimnis seiner Kunst.

### Malerei (Auswahl)
- Genaro (Öl und Enkaustik auf Leinwand, ca. 190 × 150 cm, 2008).[1]
- Strand (Gouache auf Papier. 54 × 60 cm. 2023).[6]

### Skulpturen (Auswahl)
- Bronzen „Verwandlung“ (2016), ausgestellt im Brandenburgisches Landesmuseum für moderne Kunst / Dieselkraftwerk Cottbus. Abbildung in: Georg Weise, „Reines Herz“. Ausstellungskatalog. Ostdeutsche Kunstauktionen. Gebundene Ausgabe, 2017.[7]

## Ausstellungen (unvollständig)
Einzelausstellungen der letzten Jahre:
- 2011: Galerie Lauth, Ludwigshafen, „Ehrfurcht“ (Katalog)
- 2013/2014: Museum Junge Kunst, Frankfurt (Oder), „Erste Liebe“ (Katalog)
- 2017/2018: Galerie Ostdeutsche Kunstauktionen, Berlin, „Reines Herz“ (Katalog)
- 2023: Schloss Biesdorf, Berlin, „Erinnern, Malerei von Georg Weise“
- 2023: Galerie im Kurt-Tucholsky-Literaturmuseum im Schloss Rheinsberg, Rheinsberg: „Innere Stürme“, Malerei, Plastik, Zeichnungen.[8]

- 2024: Studio Bildende Kunst, Berlin
- 2025: Galerie subjectobject, Berlin: „Frühe“.[9]

Ausstellungsbeteiligungen der letzten Jahre:
- 2001: Museo de Arte Contemporàneo de Oaxaca (MACO)[10], Mèxico (Katalog)
- 2007: 4. Berliner Kunstsalon, german art server, „Stille“ (mit Werner Liebmann)
- 2017: Museum Dieselkraftwerk Cottbus, Präsentation großer Bronzen (als Leihgabe des Museums Junge Kunst Frankfurt/Oder)
- 2019: Zitadelle Spandau, „Just love“[11]